# Украинский фронт (Гражданская война)
Украинский фронт — оперативно-стратегическое объединение Рабоче-крестьянской Красной армии в ходе Гражданской войны в России (январь — июнь 1919 года). 
Фронт образован постановлением РевВоенСовета от 4 января 1919 года для борьбы на территории Украины с германскими и австро-венгерскими оккупационными войсками, войсками Директории УНР, а также войсками стран Антанты, высадившимися на Черноморском побережье. Управление фронтом (штаб фронта) было создано на базе управления Резервной армии, формировавшейся Орловским военным округом по приказу РВСР от 23 октября 1918 г. В январе 1919 года войска Украинского фронта развернули наступление на киевском и харьковском направлениях. К середине февраля была занята Левобережная, а в марте — мае — Правобережная Украина. Украинский фронт был упразднён в июне 1919 года.

## Предыстория
Ещё в начале октября 1918 года командование Красной Армии при разработке плана операций на всех фронтах на 1919 год наиболее значительными и серьёзными считало силы контрреволюции Сибири и юга России, которые отрезали Советскую Россию от источников продовольствия, топлива и сырья для промышленности. Главное значение в предстоящей кампании отдавалось Южному фронту, действовавшему против Донской армии под командованием генерала Краснова. Украинскому фронту не придавалось достаточного внимания — на случай необходимости и возможности занятия Левобережной Украины после ухода немецких оккупационных войск лишь предусматривалось образование в районе Калуга — Смоленск — Брянск «резервной армии» силой в три дивизии.
Уже через месяц, однако, ситуация на Украине резко изменилась. В октябре 1918 года была свергнута монархия в Австро-Венгрии, и 3 ноября Австро-Венгрия вышла из войны. 30 октября Османская империя подписала Мудросское перемирие, ознаменовавшее её поражение в войне. Лишившись союзников, Германия капитулировала и 11 ноября подписала акт о перемирии. В тот же день Совнарком Российской Советской Республики дал директиву Реввоенсовету Республики о подготовке в десятидневный срок наступления Красной армии против германо-австрийских войск и украинских национальных войск и группировок и об оказании помощи Украинской Красной армии. 13 ноября правительство Советской России аннулировало Брестский мирный договор.
18 ноября главнокомандующий всеми Вооружёнными силами РСФСР И. И. Вацетис издал Директиву о создании Особого отряда курского направления (позже Группы войск курского направления). В состав Группы войск вошли 1-я и 2-я Повстанческие дивизии, сформированные ещё в сентябре в так называемой нейтральной зоне между Советской Россией и оккупированной Украиной. 30 ноября была образована Украинская советская армия (командующий В. А. Антонов-Овсеенко).
12 декабря силами двух дивизий было начато наступление, в ходе которого 21 декабря, после отхода немецких войск с российско-украинской границы, был занят Белгород, куда сразу же переехало из Курска Временное рабоче-крестьянское правительство Украины. 3 января 1919 года войска Украинской советской армии вошли в Харьков. Постановлением РВСР от 4 января 1919 года на базе Украинской советской армии был сформирован Украинский фронт с подчинением его командующего, В. А. Антонова-Овсеенко, главкому РККА. Стратегическая цель создания Украинского фронта состояла в содействии восстановлению на Украине советской власти. Ядром войск фронта должна была послужить 9-я стрелковая дивизия из стратегического резерва главкома.
Как писал впоследствии Н. Е. Какурин, «Главным назначением нового фронта являлось занятие и оборона Донецкого бассейна, для чего надлежало тесно увязать свои действия с действиями Южного фронта. Для занятия левобережной Украины, линии среднего Днепра и для разведки на Черноморском побережье и на правобережной Украине (которую первоначально не предполагалось занимать), разрешалось использовать одну бригаду 9-й стрелковой дивизии и партизанские отряды. Однако … этим указаниям не суждено было осуществиться. Партизанские отряды разрослись до такого размера и удельного веса, что почти совершенно поглотили костяк регулярной Красной Армии и увлекли её далеко за пределы задач, возложенных на неё главкомом Вацетисом».

## Состав
Первоначально в состав фронта вошли 9-я стрелковая дивизия (передана из 8-й армии РККА), войска Украинской советской армии (1-я Украинская советская дивизия, 2-я Украинская советская дивизия и др.), части погранохраны РСФСР, отдельные стрелковые и кавалерийские части, интернациональные венгерские и чехословацкие отряды, а также бронепоезда. 27 января 1919 года был образован Харьковский военный округ, на который была возложена задача формирования и подготовки соединений и частей для фронта.
В оперативном отношении войска фронта первоначально подразделялись на две Группы войск: киевского направления, перед которой стояла задача овладеть Киевом и Черкассами, и харьковского направления, с задачей наступать в общем направлении на Лозовую, а оттуда частично на Екатеринослав и главной массой — к портам Чёрного и Азовского морей, обходя с запада Донбасс (из неё позднее была выделена Группа войск одесского направления). 15 апреля 1919 года эти Группы войск были преобразованы в 1-ю, 2-ю и 3-ю Украинские советские армии, соответственно. 5 мая в составе Украинского фронта была образована Крымская советская армия.
Состав Групп войск Украинского фронта:
- В Группу войск харьковского направления, образованную 13 января 1919 года, вошли регулярные части (Заднепровская дивизия, несколько бригад) и повстанческие отряды. 15 апреля 1919 года Группа войск была преобразована во 2-ю Украинскую советскую армию и 27 апреля передана в оперативное подчинение Южному фронту.
- Группа войск киевского направления, образованная 15 февраля 1919 года, имела в своём составе 1-ю и 2-ю Украинские советские дивизии, особую бригаду А. М. Беленковича и части погранохраны. 15 апреля 1919 года она была преобразована в 1-ю Украинскую советскую армию.
- В Группу войск одесского направления, выделенную из состава Группы войск харьковского направления 7 апреля 1919 года, вошли бригады Богунского, Пошехонова, Южная, 1-я Заднепровская бригада под командованием Н. А. Григорьева (из состава 1-й Заднепровской Украинской советской дивизии, кавалерийский полк особого назначения. 15 апреля 1919 года была преобразована в 3-ю Украинскую советскую армию.

## Боевые действия
Слабость сопротивления мелких отрядов Директории обусловила быстроту продвижения обеих групп войск. 20 января их главные силы были уже на фронте Круты — Полтава — Синельниково, а 5 февраля, после небольшого сопротивления, был взят Киев, после чего командование фронта предполагало закрепиться Киевской группой в районе Киева и Черкасс, а частями Харьковской группы — в районе Кременчуга, Екатеринослава, Чаплина и Гришина, обеспечивая свой фланг со стороны Донецкого бассейна. Однако последующее развитие событий способствовало продолжению стремительного продвижения вперёд. Противник (Директория УНР и Добровольческая армия Деникина) ничего не мог противопоставить советскому наступлению вследствие крайней слабости собственных сил, которые к тому же раздирали глубокие внутренние противоречия, а также вследствие слабости, пассивности и недостаточности сил Антанты, выделенных для интервенции на территории Украины.
Заняв всю Левобережную Украину, войска фронта вышли на рубеж Днепра, обеспечивая фланг Южного фронта. 17 марта Антонов-Овсеенко принял решение продолжить движение войск фронта. Главная масса сил Киевской группы направлялась на Жмеринку — Проскуров, где сосредоточились значительные силы Директории. Харьковская группа главной частью своих сил нацелилась на Одессу. 27 марта Киевская группа нанесла решительное поражение войскам Директории, отбросив их к границам Галиции, в то время как греко-французские войска эвакуировались из Одессы.
6 апреля красные войска вступили в Одессу, 15 апреля появились под Севастополем, что заставило французов вступить в переговоры о перемирии. В то же время части Киевской и Одесской групп окончательно достигли границ Галиции и линии р. Днестр. Северо-западный участок фронта вступил в непосредственное соприкосновение с польскими войсками, а юго-западный — с румынскими по р. Днестр, тогда как южная граница фронта упиралась в Чёрное море.
В марте — мае часть сил Украинского фронта была передана в оперативное подчинение Южному фронту для обороны Донбасса и действий против Донской армии под командованием генерала Краснова.
Постепенно, несмотря на территориальные успехи, боеспособность войск Украинского фронта, который в ходе наступления впитал в себя массы местных формирований партизанского типа с их колеблющейся и часто анархической идеологией, ослабла, что в дальнейшем обусловило поражение советских войск перед лицом начавшегося наступления на Украину сил Добровольческой армии.
Крестьянская стихия, переполнявшая ряды таких отрядов, стремилась к собственному политическому оформлению и выходу на арену борьбы в качестве самостоятельной силы. Атаман Григорьев в начале мая во главе своей дивизии (15 000 чел.) открыто выступает против советской власти под эсеровскими лозунгами. Его отряды угрожают Одессе и Николаеву, дезорганизуют тылы 2-й Украинской армии. Подавление мятежа Григорьева отвлекло значительные силы Украинского фронта.
Приказом РВСР от 4 июня 1919 года  Украинский фронт был расформирован (15 июня), а управление фронта было использовано для формирования штаба 12-й армии Западного фронта, в состав которой вошли бывшие 1-я и 3-я Украинские советские армии. 2-я Украинская армия была преобразована в 14-ю армию и оставлена в составе Южного фронта.

## Командный состав
Командующие:
- В. А. Антонов-Овсеенко (4 января — 15 июня 1919 г.)

Члены РВС
- Н. П. Вишневецкий (4 января — 6 февраля 1919 г.)
- Ю. М. Коцюбинский (28 января — 15 июня 1919 г.)
- Е. А. Щаденко (28 января — 15 июня 1919 г.)
- А. С. Бубнов (15 апреля — 15 июня 1919 г.)
- С. М. Савицкий (17 май — 15 июня 1919 г.)

Начальники штаба
- В. П. Глаголев (4 января — 2 мая 1919 г.)
- А. И. Давыдов (временно исполняющий должность, 2 — 12 мая 1919 г.)
- Е. И. Бабин (12 мая — 15 июня 1919 г.)